# ヴィケルスン
ヴィケルスン（ノルウェー語: Vikersund）はノルウェー、ブスケルー県モダムコムーネの村。2009年1月1日現在の人口は2,748人、面積は2.71km² 。

## 概要
ティリフィヨルデン(ティリ)湖の西南端、ドランメン川が流れだす地点に位置する。ドランメンの北西約40km、ヘーネフォスの南約35kmにありドランメンからヴィケルスンまで急行で45分ほどである。1866年にヴィケルスン駅（Vikersund stasjon）が設置された。
ヴィケルスンはドランメン川の水力発電を利用した製紙業で発展した。また、モダム最大の精神科病院（w:no:Modum bad）が立地している。

## スポーツ
ヴィケルスンはスキージャンプの会場として知られている。村内のヴィケルスンジャンプ競技場は2011年に完成した改築工事によりK195m、HS225mの世界最大のジャンプ台となり、2011年2月のスキージャンプ・ワールドカップではヨハン・レメン・エベンセンが246.5mの世界最長記録を樹立した。2015年以降はK200mとなり、スキージャンプ・ワールドカップにおけるシュテファン･クラフトの253.5mが現在の世界記録である。
2012年にはスキーフライング世界選手権が行われたが、1977年、1990年、2000年に次いで4回目の開催となる。
ヴィケルスンジャンプ競技場を中心とするヴィケルスンスキージャンプセンターはK200、K117、K65、K45、K25、K15、K5と各レベルに合わせた大きさのジャンプ台を備えている。

## 出身人物
- アルネ・ホブデ - （1914-1935）スキージャンプの元選手。